# Faramea pohliana
Faramea pohliana är en måreväxtart som beskrevs av Johannes Müller Argoviensis. Faramea pohliana ingår i släktet Faramea och familjen måreväxter. Inga underarter finns listade i Catalogue of Life.